# Las nuevas e inesperadas aventuras de Enjuto Mojamuto
La serie de Enjuto Mojamuto es una continuación de las aventuras de este personaje dibujado y doblado por el actor y cómico Joaquín Reyes (que aparecía en Muchachada nui), y que se puede ver por Internet, todos los lunes, en la página oficial del personaje animado. Su primer capítulo se publicó el 8 de junio de 2010.

## El nuevo Enjuto Mojamuto
El espacio Enjuto Mojamuto de Muchachada nui constaba de cuatro temporadas. Al acabar el programa se creó una serie flash por Internet. El estreno del primer capítulo se pudo ver en cines poco después de su estreno, en la web de Enjuto Mojamuto.
Las diferencias existentes entre el espacio Enjuto Mojamuto de Muchachada nui y la serie de Enjuto Mojamuto son que Enjuto, en vez de estar todo el día en casa, decide salir a la calle. También se diferencian en que la nueva serie consta de más personajes. La habitación de Enjuto también ha cambiado un poco, como su nuevo portátil con módem USB o el póster de Pierrot sustituyendo al de Michael Jackson con E. T. (aunque esta diferencia es obvia, Enjuto la desmiente en el primer capítulo).

## Argumento
Enjuto Mojamuto tiene un nuevo portátil y también un módem USB de Movistar. El narrador de la serie le dice que puede salir a la calle con él y navegar por Internet. Enjuto sale y se acaba perdiendo en un bosque con el ordenador. Allí se encuentra con Bocachoti y Hincli Mincli, que les ha sucedido lo mismo que a Enjuto.

## Intro
En el capítulo 1x03 se inserta un intro donde salen Enjuto, Bocachoti, Hincli Mincli. También salen seres asilvestrados como Pere. En el 1x06 se inserta una cortinilla, que son los últimos segundos del intro.

## Capítulos
| Temporada | Temporada | Episodios | Estreno            | Final                   |               |
| Temporada | Temporada | Episodios | Estreno            | Final                   | Voces de      |
| --------- | --------- | --------- | ------------------ | ----------------------- | ------------- |
|           | 1         | 28        | 8 de junio de 2010 | 9 de septiembre de 2010 | Joaquín Reyes |
|           | 2         | 28        | 9 de mayo de 2011  | 29 de diciembre de 2011 | Joaquín Reyes |
| Total     | Total     | 56        | 2010               | 2012                    | Joaquín Reyes |

## Personajes

### Principales
- Enjuto Mojamuto: Es el protagonista de la serie. Antes se pasaba el día en su habitación, frente al ordenador. A partir de esta serie, después de comprarse un módem USB decide salir de casa. No sabe que Bocachoti está enamorada de él.

- Voz en off de Enjuto: A veces narra los capítulos y suele hablar con Enjuto. En el 1x04 se pelea con la voz en off de Bocachoti.

- Bocachoti: En La Hora Chanante fue la novia de Super Ñoño, en un capítulo. En esta serie se encuentra con Enjuto en el bosque y se hacen amigos. Está enamorada de Enjuto.

- Hincli Mincli:  Está enamorado de Bocachoti y también se hace amigo de Enjuto. Tiene una forma de hablar un poco extraña y Bocachoti siempre le interrumpe cuando habla.

### Personajes Secundarios
- Voz en off de Bocachoti: En el capítulo 1x04 fue cuando apareció y, tras una pelea con la voz en off de Enjuto, parece que este último le pegó un tiro, aunque resultó ser un sonido midi.

- Voz en off de Hincli Mincli: Habla igual de mal que Hincli Mincli y el le llama Betruster. Esta voz le encanta a Hincli Mincli pero le disgusta a Bocachoti.

- Pere, el chupacabras: Aparece por primera vez en el capítulo 1x06 y se extraña al ver como Enjuto, Bocachoti y Hincli Mincli invaden el bosque, al que ellos llaman Tripichurla.

- Clipy: Es el famoso Clip de Microsoft Word, dispuesto a ayudarte cuando escribes. Se lo encuentra Enjuto encanchado a una rama y el clip insiste en que quiere hacer algo para ayudarlo (su razón de ser, vamos). Según él, Bill Gates lo enganchó allí, posiblemente para deshacerse de él en el nuevo Word. Aparece en el 1x12 y el 1x19, donde muere ayudando a Bocachoti.

- Hipiticlaver Personaje que actúa casi como un doble de Enjuto. Llegó al bosque en el 1x13 de la misma forma que Enjuto, arrastrando a Hangla-Mangla y a Geromín. Según él, se quedó una semana sin Internet en una ocasión, igual que en el episodio de Muchachada Nui Enjuto Mojamuto: El peor día de mi vida. La ropa que lleva es la misma que llevaba el Enjuto del pasado en el episodio de Muchachada Nui Enjuto Mojamuto: El fantasma de las tecnologías pasadas.

- Hangla-Mangla Personaje que actuá casi como un doble de Bocachoti. Su cuerpo es igual que el de Bocachoti y al parecer está también enamorada de Enjuto. Aparece en el 1x13 junto con Hipiticlaver y Geromín.

- Geromín Personaje exactamente igual que Hincli-Mincli, misma cara, misma camiseta.. exactos 100%. Al parecer, él puede acabar la frases que Hincli-Mincli no sabe acabar. Aparece en el 1x13 junto a Hipiticlaver y Hangla-Mangla.

### Otros personajes
- Póster de Pierrot: Habla igual que el payaso de La Hora Chanante y en el primer capítulo hace los coros de la canción USB Módem que se inventa Enjuto y recita una poesía que él dice que es de Quevedo.

- Icono del Spotify: Aparece en el primer capítulo caracterizado como anuncio y Enjuto le pega un tiro.

- Icono del Firefox: Aparece en el tercer capítulo en un Flashback donde Enjuto le cuenta a Bocachoti algunas escenas de su vida.

- Mocos de Hincli Mincli: Aparecen en el tercer capítulo. Había tres mocos y Hincli Mincli cogió a uno de ellos mientras el moco decía "Oh, dios mío, soy el elegido".

- Batería del ordenador de Enjuto: Aparece en el quinto capítulo a punto de agotarse. Le da instrucciones a Enjuto para ahorrar energía y se recarga entera debido al generador de ardillas creado por Hincli Mincli.

El rendimiento es similar a la batería del eeePC de Vilariño.
- Ardilla Original "The One": En el quinto capítulo es la ardilla con la que Hincli Mincli probó su generador de energía. Al no ver el resultado, creó copias. Al final del mismo capítulo le firma una bellota a la copia 135.

- Ardilla "Copia 135": Le da una bellota a la ardilla original para que le firme, en el capítulo quinto.

- Walt Disney (alce): Aparece en el 1x08 disfrazado de alce y tocando el violín en el guion de Bocachoti. Cuando ambos le copian la escena de la dama y el vagabundo, se quita la máscara y les advierte con denunciarles.

- Extraterrestres: Capturan a Hincli Mincli en el 1x08 y están fumando siempre.

- Oso "Lina Morgan": Persigue a los chicos en el 1x09.

- Zurullos: Uno es de un castor, y otro de desconocida procedencia. Salen en el 1x09.

- Arándanos (o Blueberries): Son Arándano 1 y Arándano 2. Juntos entonan la canción "zombie", de Cranberries. Salen en el 1x10.
- La Berenjena de la S.G.A.E.: Le dice a los Arándanos del 1x10 que violan los derechos de autor al cantar la canción 0.60 y que solo pueden cantarla durante 2 segundos. Aparece en el 1x10.

- El Alce: Es el mismo alce que salió en el 1x08, solo que este es de verdad. Intenta que Enjuto y Bocachoti se coman el pescado del 1x11. Aparece en el 1x11. Al final, terminan comiéndoselo a él. En el 1x16 aparece interpretando a chanquete zombie.

- El Pescado: Es el mismo pescado con bigote, gafas y sombrero que aparece en la introducción de la serie de Enjuto Mojamuto. Intenta que Enjuto y Bocachoti se coman El Alce del 1x11. Como se comieron El Alce, le regaló a Enjuto un mando del DVD. Aparece en el 1x11.

- Las Mariquitas: Familia de mariquitas formada por el padre y el hijo. Cuando el hijo le presenta al padre a su novia, una mariquita hembra, se ironiza el término "mariquita" (gay) y muestra que lo normal es que se enamoren los de su mismo sexo. Pero el padre acepta la unión de su hijo con la mariquita hembra y todo termina bien. Aparece en el 1x12.

- Hormigas: Otro relleno de la serie en el 1x13. El capítulo termina con la aparición de dos hormigas cargando hojas.

- Ojo cuidao: Las muletillas hacen honor a su nombre. Se les aparece a los tres amigos en el 1x15 para hacerles realidad tres palabras super super bonicas. Lo malo es que Hincli Mincli las malgasta.

## Guiños y Fallos

### Guiños
En la serie han aparecido guiños a La Hora Chanante y Muchachada Nui.
- El póster de Pierrot habla igual que el payaso de La Hora Chanante.
- Bocachoti hizo de novia de Super Ñoño, personaje de La Hora Chanante.
- En el 1x04 sale un bizcocho haciendo un free-style, exactamente el mismo que se hizo en el musical de Marlo, de La Hora Chanante.
- En el 1x10, Hincli Mincli dice una frase de la canción 0.60 del grupo cómico Ojete-calor.
- Los arándanos del 1x10 cantan Zombie de The Cranberries.
- La camiseta del doble de Hincli Mincli es igual a la que llevaba Enjuto en un capítulo de Muchachada Nui.
- En el 1x13 el doble de Enjuto hace un guiño al capítulo El peor día de mi vida de Muchachada Nui.

### Fallos
- En el 1x04 Hincli Mincli le enseña a Bocachoti una Wikipedia en versión papel. El dice que cuando la actualizan borra con tipex y escribe la corrección encima. Entonces hace una prueba con el término "diarrea" y borra parte de la quinta línea de la definición. Cuando va a soplar para que se seque, el tipex aparece en la segunda línea.
- En el 1x06, mientras intentan salir del bosque, aparecen andando en este orden: Hincli Mincli, Bocachoti y Enjuto. Cuando sale Pere de entre los arbustos y vuelven a aparecer los chicos aparecen: Bocachoti, Hincli Mincli y Enjuto, en ese orden.
- En el 1x11, el título de la serie que aparece en el menú del DVD es el siguiente:"Las desconcertantes aventuras de Enjuto Mojamuto", cuando el título real de la serie es: "Las nuevas e inesperadas aventuras de Enjuto Mojamuto".